# De arte venandi cum avibus
Le De arte venandi cum avibus (De l'art de chasser au moyen des oiseaux) est le texte d'un manuel de fauconnerie rédigé en latin par l'empereur Frédéric II du Saint-Empire pour son fils Manfred au XIIIe siècle (de 1241 à 1248).

## Présentation
Le traité complet se compose de six livres : le premier est une ornithologie générale qui traite des oiseaux de chasse et de leur gibier à plumes, les deux suivants décrivent l'affaitage des faucons, et les trois derniers enseignent la chasse à l'aide des faucons gerfauts, des sacres et des pèlerins. Il existe également une version en deux livres, pour le roi Manfred Ier de Sicile, laquelle a été traduite en français.
Outre des explications sur la fauconnerie, l'ouvrage évoque une bonne centaine d'oiseaux différents. Les différentes positions des ailes d'oiseaux durant le vol y sont notamment décrites avec grande précision. 
Le manuscrit le plus connu et décoré d'enluminures est conservé à la Bibliothèque du Vatican. Il est constitué de 111 folios de 36 x 25 cm et comporte environ 660 illustrations sur la chasse et la fauconnerie. De plus, ce manuscrit contient des représentations marginales de plusieurs centaines d'oiseaux dessinées et colorées.

## Miniatures

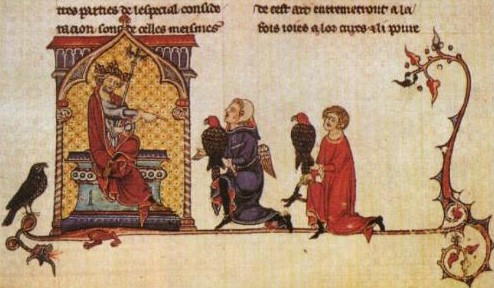
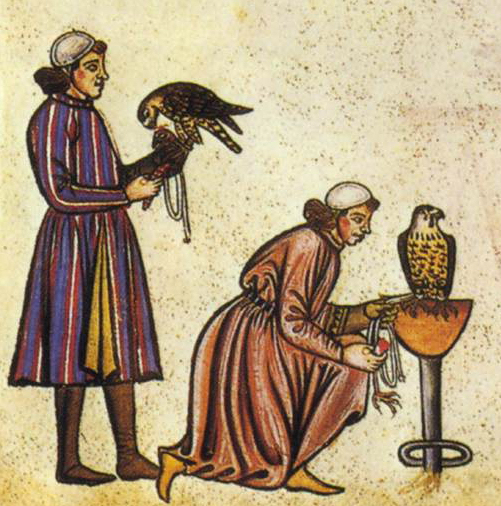
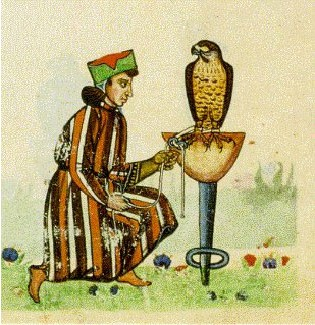
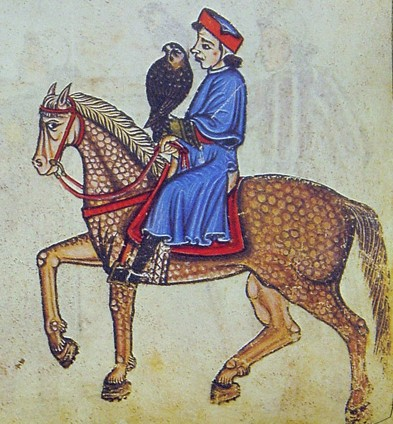
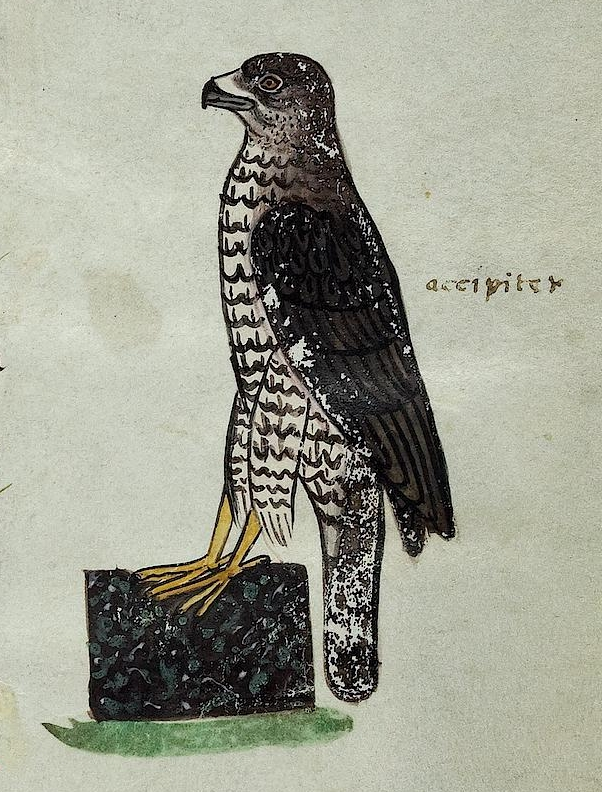
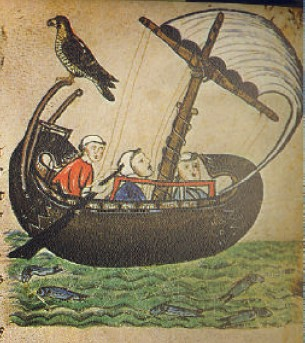
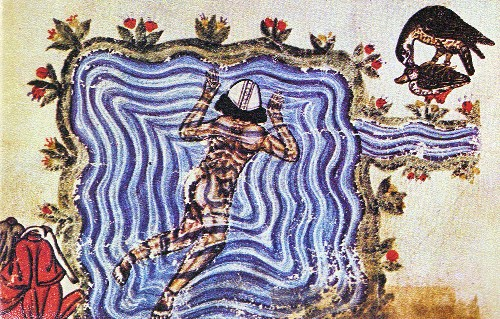

## Édition et études
- A. L. Trombetti Budriesi, Federico II di Svevia. De arte venandi cum avibus, Roma/Bari, 2000.
- Anne Paulus et Baudouin Van den Abeele, Frédéric II de Hohenstaufen, L’art de chasser avec les oiseaux. : Traduction intégrale en français du traité de fauconnerie De arte venandi cum avibus, Nogent-le-Roi, J. Laget – LAME, 2000.
- Baudouin Van den Abeele, La fauconnerie au Moyen Âge : Connaissance, affaitage et médecine des oiseaux de chasse d’après les traités latins, Paris, Klincksieck, 1994, 343 p. (ISBN 2-252-02960-9)